# Adel (Georgie)
Adel je město v okrese Cook County v Georgii ve Spojených státech amerických. V roce 2020 zde žilo 5 571 obyvatel. Město je hlavním městem okresu Cook. Původně se jmenovalo Puddleville, ale pošťák Joel „strýček Jack“ Parrish město přejmenoval na Adel.
Dne 22. ledna 2017 se přes město prohnalo několik tornád. Více než 20 domů bylo zničeno a další byly poškozeny; sedm obyvatel bylo zabito a neurčitý počet byl zraněn.

## Demografie
Podle sčítání lidu v roce 2000 žilo ve městě 5 307 obyvatel ve 1 335 rodinách, jež tvořily 1 958 domácností. V roce 2011 žilo ve městě 5 348 obyvatel, z toho 2 572 mužů (48,1 %) a 2 776 žen (51,9 %). Průměrný věk obyvatele byl 35 let.